# Ronde van Overijssel
De Ronde van Overijssel is een eendaagse wielerwedstrijd in de Nederlandse provincie Overijssel. De organisatie is in handen van de "Stichting "Wielerronde van Overijssel".
De wedstrijd werd voor het eerst verreden in het jaar 1952, dat jaar won de Amsterdammer Piet Smit de koers door het gehele peloton in de eindsprint te verslaan. Zijn overwinningspremie was een nieuwe fiets. Sinds die tijd heeft de Ronde van Overijssel elk jaar plaatsgevonden behalve in 2001 toen de wedstrijd geen doorgang kon vinden in verband met de MKZ-crisis en in 20220 en 2021 vanwege de coronapandemie. Meestal vindt de ronde plaats op de eerste zaterdag in mei. De laatste jaren wordt deze gehouden voor neoprofs.
Het parcours (jaarlijks variërend rond de 200 kilometer) voert de renners door het heuvellandschap waarbij onderweg enkele bekende heuvels worden beklommen, zoals de Tankenberg, de Kuiperberg en Apenberg. De wedstrijd volgde in 2009 deels de route waar in 2008 het Nederlands kampioenschap op de weg werd gehouden. Een deel van het parcours gaat over de zogenaamde Hel van het Oosten een met klinkers geplaveid weggedeelte dat synoniem is aan de beroemde Hel van het Noorden in de klassieker Parijs-Roubaix. Het laatste deel van de wedstrijd wordt gereden in de nabijheid van Rijssen, waarbij de finishlijn enkele malen wordt gepasseerd alvorens de finale wordt ingegaan.
De uitslagenlijst van de Ronde van Overijssel kent enkele winnaars die later als profwielrenner ook bekendheid kregen, onder andere Michel Stolker, Bas Maliepaard, Jan Janssen, Gerben Karstens, Tristan Hoffman.

## Lijst van winnaars
Als etappekoers in 2012
| Jaar | Eindwinnaar                 | Proloog winnaar             | Ronde van Overijssel winnaar |
| ---- | --------------------------- | --------------------------- | ---------------------------- |
| 2012 | Reinardt Janse Van Rensburg | Reinardt Janse Van Rensburg | Wim Stroetinga               |

Meervoudige winnaars
| Overwinningen | Renner            | Jaren      |
| ------------- | ----------------- | ---------- |
| 2             | Michel Stolker    | 1953, 1955 |
| 2             | Herman Snoeijink  | 1978, 1980 |
| 2             | Jan Spijker       | 1983, 1984 |
| 2             | Coen Vermeltfoort | 2022, 2023 |

Overwinningen per land
| Overwinningen | Land                          |
| ------------- | ----------------------------- |
| 63            | Nederland                     |
| 2             | Australië, Denemarken         |
| 1             | België, Litouwen, Zuid-Afrika |